# Ataque método ofensivo
El ataque método ofensivo es una técnica que se aplica ante la posibilidad de un rescate en un incendio.
En este caso, en el momento de abrir una puerta hay que colocarse a un lado, ya sea en el interior saliendo del recorrido del posible backdraft, ya que la ruta de la explosión, porque el alivio del frente de presión se encaminara por la puerta (lugar de acceso del equipo).
El bombero número uno (o pitonero) observará la parte de delante, parte donde se están aplicando los chorros de agua.
El bombero número dos (o apoyo) observará el resto del ambiente, monitoreando cualquier cambio.
La tarea del apoyo es sumamente importante, ya que en el humo puede haber llamas que no son visibles. Incluso las llamas podrían ubicarse detrás de la posición de los bomberos. El apoyo (o número dos) debe de manera temprana identificar estos síntomas para evitar que ambos queden atrapados dentro del fuego (en caso de un backdraft).
De esta manera seguirán avanzando hasta realizar una aplicación directa de agua sobre el foco de fuego.
En caso de que no puedan dominar el fuego deberán retirarse a un lugar más seguro.
Podemos decir que esta última técnica es una opción evidente cuando se produzca la posibilidad de un rescate interior.
Es sumamente importante por parte del comando la evaluación de las posibilidades de éxito del rescate, los márgenes de seguridad del equipo interviniente, y la posibilidad de supervivencia de las víctimas, dentro del incendio.
- Datos: Q5710430